# 2015年女子アイスホッケー世界選手権
2015年女子アイスホッケー世界選手権（2015 IIHF Women's World Ice Hockey Championships）は、国際アイスホッケー連盟によって開催された第17回目の女子アイスホッケー世界選手権である。トップディヴィジョンからディヴィジョンIIIまで4つのディヴィジョンで32か国が参加。各ディヴィジョンの結果に応じ2016年女子アイスホッケー世界選手権でのディビジョンが振り分けられる予定である。

## 入れ替え戦
開催に先立ち、2015年世界選手権の最終予選を兼ねた入れ替え戦が2014年11月に日本の新横浜スケートセンターでソチオリンピック最下位の 日本と2014年世界選手権ディビジョンIグループA優勝の チェコの間で争われた。本大会は3番勝負2勝先取でチャンピオンシップ進出国を決定した。日本が2勝1敗で世界選手権進出を決めた。

## チャンピオンシップ
トップディヴィジョンは2015年3月にマルメ（ スウェーデン）で開催される。
| Group A - アメリカ合衆国 - カナダ - ロシア - フィンランド | Group B - ドイツ - スイス - スウェーデン - 日本 |